# Ricki Vañó
Ricardo Vañó Rios (Valencia, 27 de agosto de 1979) es un músico de rock español. Es además creador del clásico bar de rock llamado Barracuda Rock Bar sito en la población de Manises y del Morrison's Café en Masanasa.

## Biografía
Nacido en Valencia el 27 de agosto de 1979. Hijo de Ricardo Vañó Muñoz, (baterista de SENDRA, ILUSIÓN Y MACH-4) y Emilia Ríos. Ricki Vañó creció rodeado de una amplísima familia de músicos y hosteleros, de ahí su pasión por la música y la hostelería. Después de dejar sus estudios a los 13 años, comenzó a trabajar en el bar de sus padres hasta que a los 16 años pasó de forma indefinida a trabajar en una serrería.

Pero fue mucho antes, a los 7 años, cuando demostró su pasión por las baquetas desde el momento en que, acompañado de su madre, vio a su padre debutar en un conocido salón de Valencia. Ricki recibió unas baquetas como regalo de su padre y desde entonces no dudó en aporrear los cacharros de cocina mientras escuchaba grupos como Toto, Beatles, Eagles, Genesis, The Equals o Led Zeppelin entre otros. 

### Primeras Bandas
Es a la edad de 12 años cuando junto con su primo Juampa Pérez a la misma vez hijo del bajista de Mach-4, decidieron formar su primera banda.
Comenzaron sus ensayos en una antigua casa a las afueras del barrio de Benicalap, y es cuando al finalizar la composición de sus cuatro primeros temas, decidieron ampliar y completar la formación original de la banda, pasando a grabar su primera maqueta en casete que no llegó a ver la luz.

Después de unos pocos conciertos y de recibir las primeras entrevistas, decidieron entrar a grabar su primera Demo “Angeles Muertos”. Continuaron con su pequeña gira de conciertos hasta que sale a la luz su primer LP "En Compañía de Lobos" bajo la producción de Enrique Soriano. Y es cuando por motivos de registros de marcas, se ven obligados a prescindir de su antiguo nombre y bautizar la banda bajo el nombre de Crisis de Fe, a la misma vez que se une a la guitarra rítmica Jorge Bernabé. Es entonces cuando dan el primer salto a las carreteras de toda la península.

### Crisis de Fe y Barracuda Rock Bar
Después de ver la luz su segundo LP "Razas de Noche", Jorge abandona la banda para dejar paso a Paco Saiz y comenzar su segunda gira.. Es aquí cuando Ricki Vañó decide reinaugurar uno de los míticos pubs de rock de Valencia, Barracuda Rock Bar, situado en la localidad de Manises, llegando a ser este “El cuartel general de la banda”. Ricki emprende una nueva etapa en paralelo a Crisis de Fe como nuevo dueño del Pub Barracuda.
Con el paso de los años y después de dar a luz su tercer y cuarto trabajo, de participar en varios tributos, de compartir escena con importantes bandas españolas y de recorrer un largo camino que duró casi 17 años, deciden dar por finalizada su carrera.
Ricki Vañó continua activo en la música hasta que decide retirarse por completo para dedicarse al 100% a su trabajo como gerente del pub Barracuda.

### Sextynice
Dos años después y con las ganas renovadas, pasa a formar parte de un nuevo proyecto bautizado como Sextynice.
Esta nueva banda está en activo, publicando en 2013 su primer EP dándole nombre al grupo. Y en 2014 sale a la luz el primer LP bajo el nombre de "Despierta".
Este nuevo proyecto lo componen: Álvaro, Perfecto, Joe, Julio y Ricki. Actualmente, Ricki ha inaugurado una cafetería en Masanasa bajo el nombre de Morrison's Café y ha cerrado definitivamente Barracuda Rock Bar.

### Ricki Vañó, usa
- Tambores: RMV (purple heart). Bombo 22” - caja 14” - toms 10” 12” -  toms bass 14” 16”
- Platos: Anatolian, Zildjian y Meinl. HI HAT 13” -HI HAT 14” -crash 15” 16” 17” 18” -china 17” -ride 20”
- Cencerro: Meinl (stb80s 8”)
- Baquetas: Wincent 5B
- Pedal doble: TAMA  (Iron Cobra)
- Metrónomo: TAMA (rhythm wath rw105)
- Mezcla: BEHRINGER (Xenyx 502)

## Discografía de Crisis de Fe
- 1998, 	Ángeles Muertos
- 2000, 	En Compañía de Lobos
- 2003, 	Razas de Noche
- 2006, 	III
- 2007,  Seis años y un día (México D.F)
- 2008, 	Nunca Llueve Eternamente

### Videoclips
- Tiempos de gloria.
- Castigo imperfecto.
- Toda mi bondad.
- Nunca llueve eternamente.

### Colaboraciones
- 2001, Revenge the Triunph Of (tributo a Manowar en Italia).
- 2004, Despertando al Innombrable.

## Discografía de Sextynice
- 2013 - Sextynice EP
- 2014 - Despierta LP
- 2016 - Vivir a tu merced EP